# 利文鎮區 (明尼蘇達州波普縣)
利文鎮區（英語：Leven Township）是位於美國明尼蘇達州波普縣的一個行政鎮區。

## 地方資料
利文鎮區的面積為91.77平方千米，當中陸地面積為84.70平方千米，而水域面積為7.0平方千米。根據2020年美國人口普查的數據，當地共有人口536人，而人口密度為每平方千米5.84人。